# Micropogonias furnieri
Micropogonias furnieri  é um  peixe ósseo pertencente à família Sciaenidae. Alimenta-se  de outros peixes e de plâncton. Ocorre comumente no sul do continente americano,  sendo uma das espécies de peixes mais abundantes em águas de pouca profundidade, na Argentina, no Brasil e no Uruguai. No Chile, seu hábitat se limita ao lago Budi, um lago salgado do sul do Chile.
Chega a cerca de 70 cm de comprimento. O corpo é alongado e comprimido, de tonalidade prateada a marrom. Popularmente, a espécie  também é chamada cascudo, corvina, corvina-crioula, corvina-de-linha, corvina-de-rede, corvina-marisqueira, corvineta, cupá, pescada-cururuca, curuca, cororoca, cururuca, guatucupá, marisqueira, murucaia, tacupapirema, ticopá e ticupá.